# Eumomota superciliosa
Eumomota superciliosa là một loài chim trong họ Momotidae.

## Hình ảnh

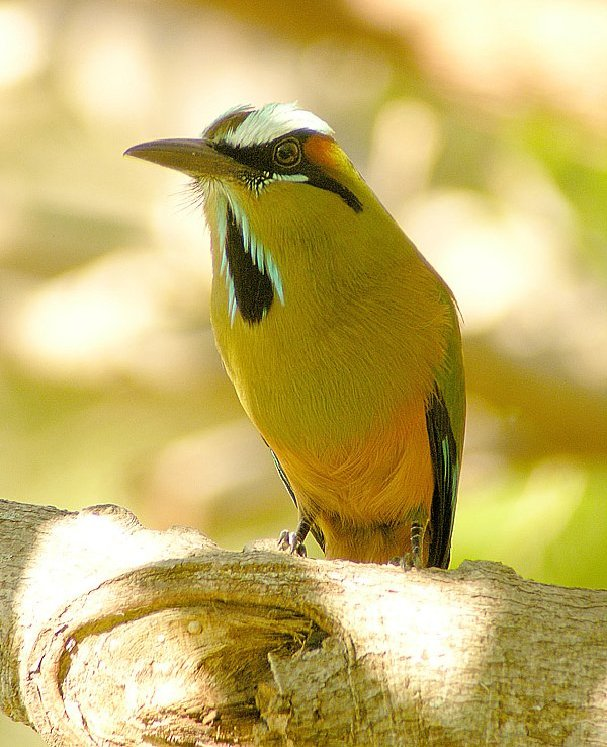
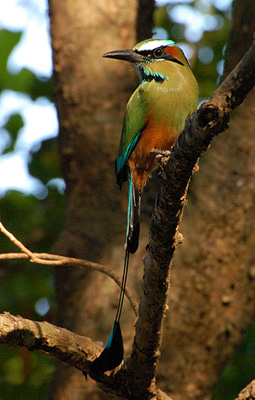
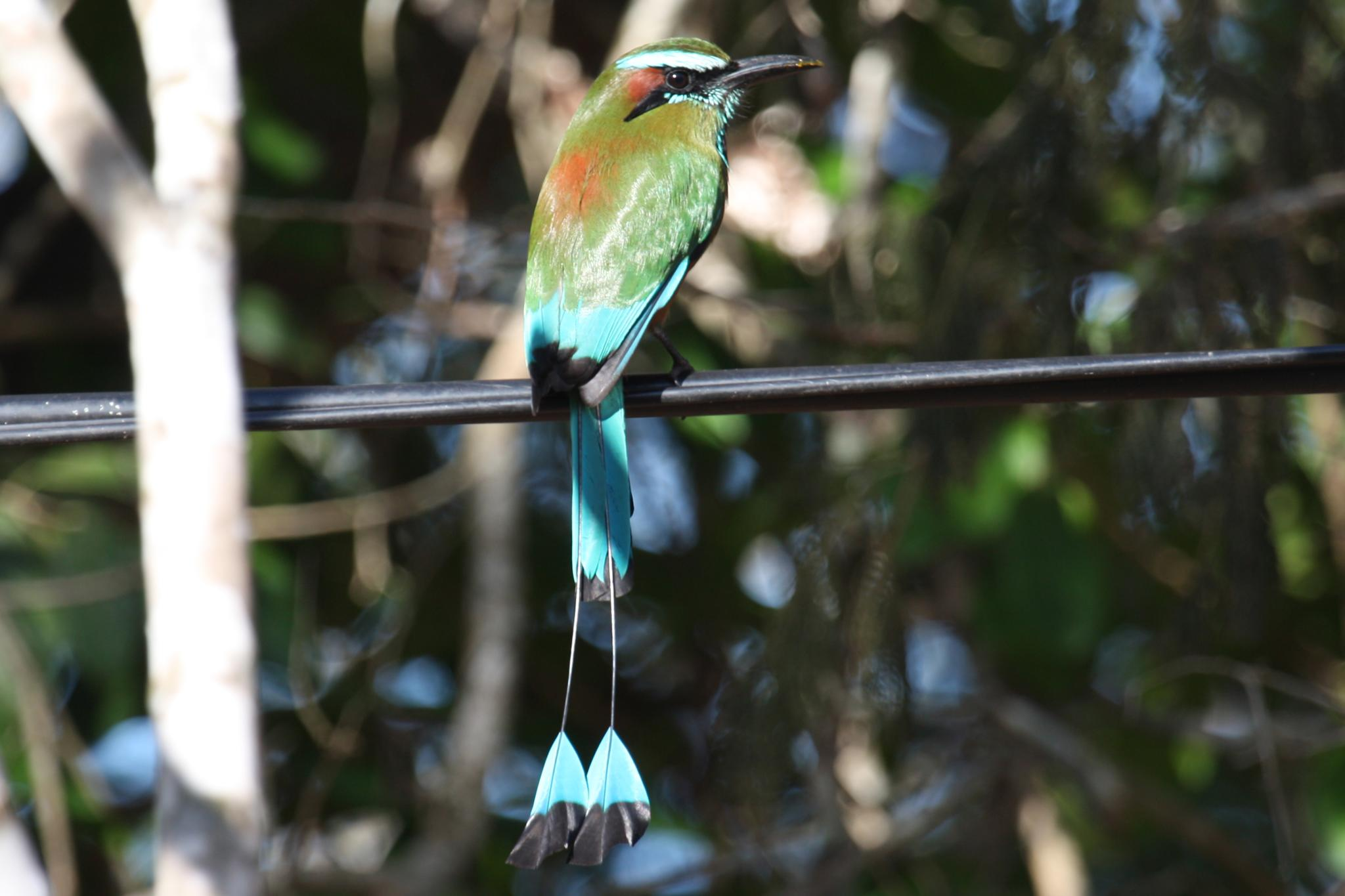
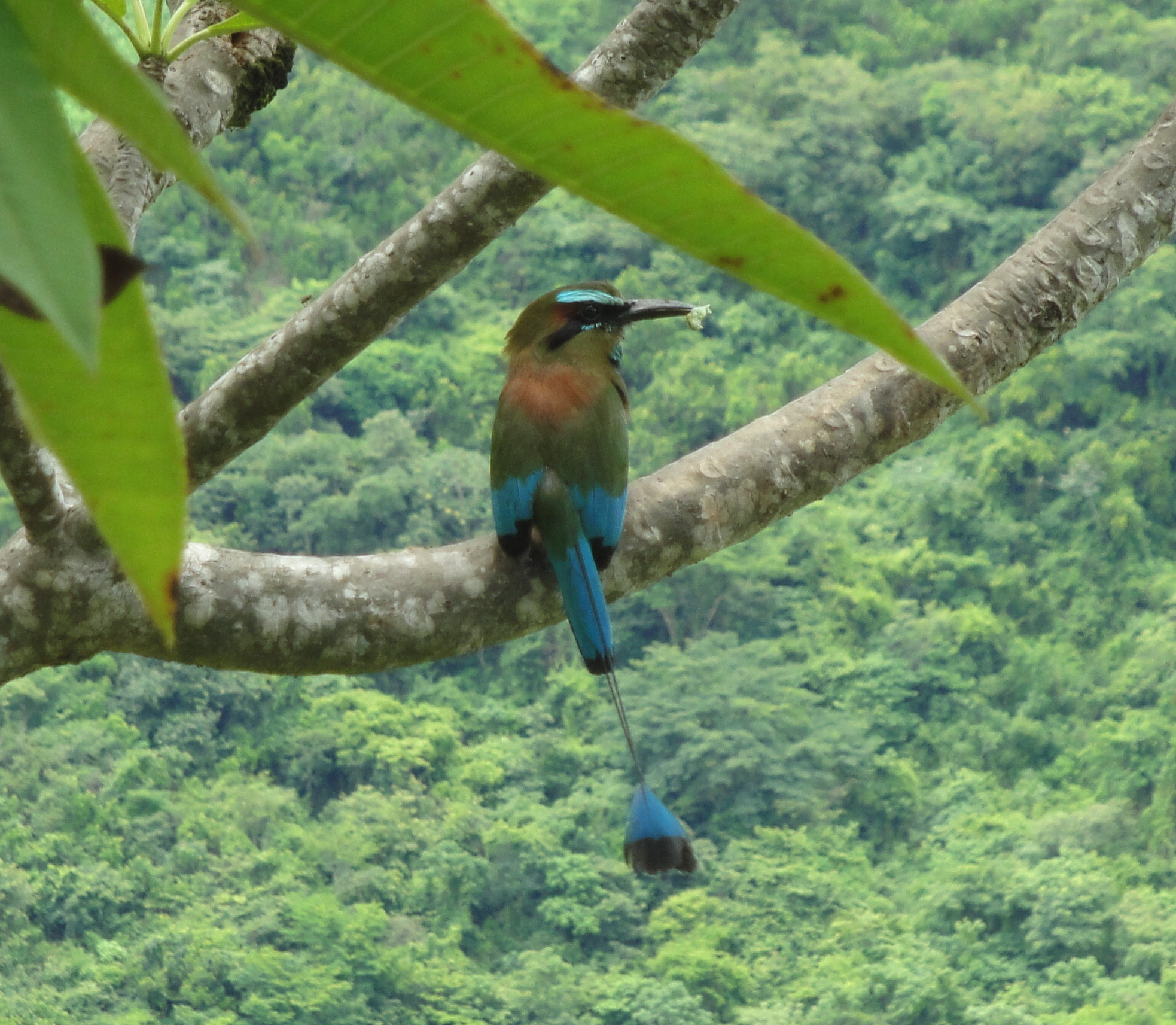
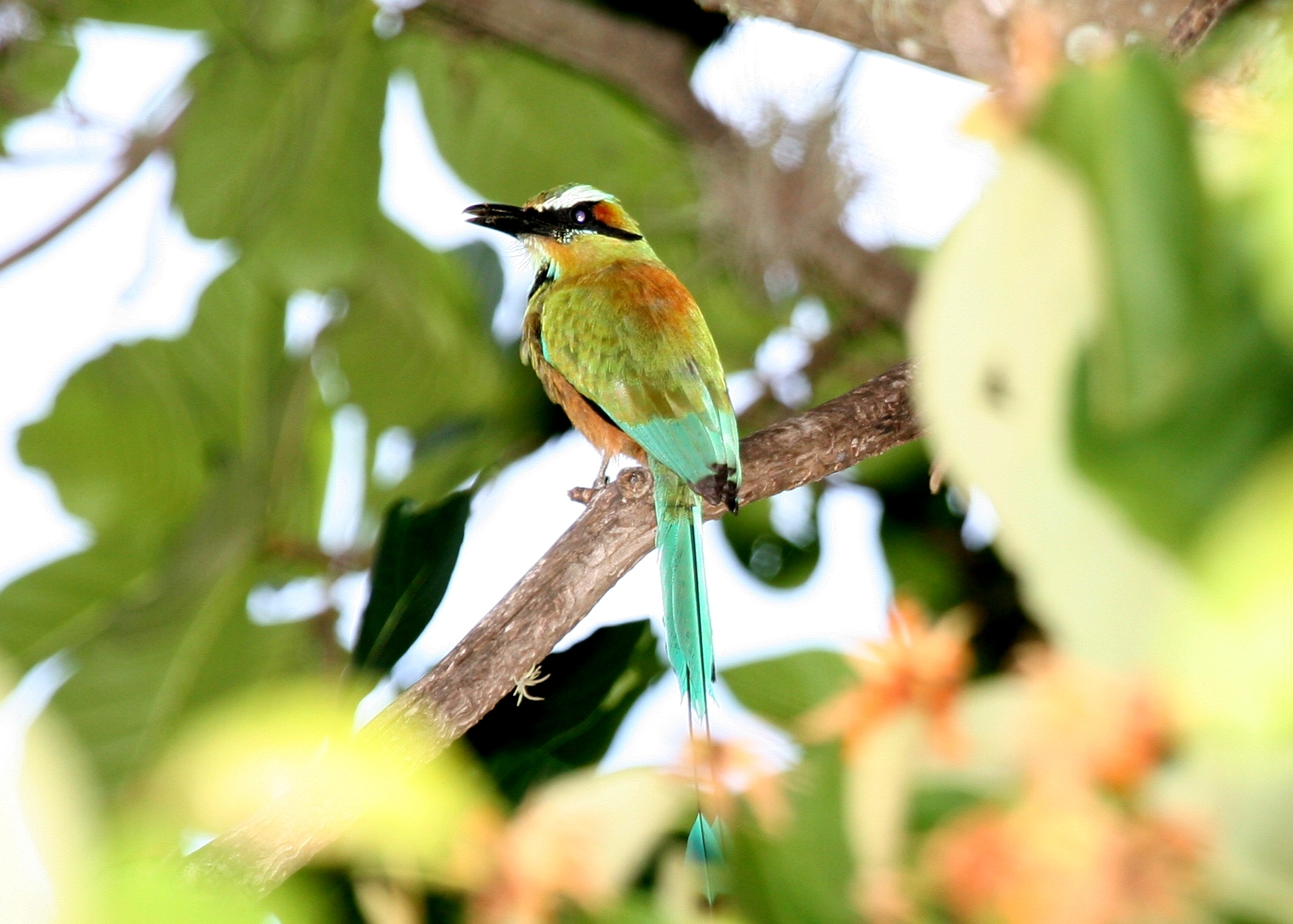

## Liên kiết ngoài
- Turquoise-browed Motmot research by Troy G. Murphy Lưu trữ ngày 3 tháng 6 năm 2010 tại Wayback Machine at Trinity University, Texas
- Stamps (for El Salvador, Honduras, Mexico, Nicaragua, and Panama) at bird-stamps.org
- Thư viện ảnh về Eumomota superciliosa tại VIREO (Đại học Drexel)
- "Turquoise-browed motmot media". Internet Bird Collection.
- Turquoise-browed motmot in Laguna de Apoyo Nature Reserve, Nicaragua Lưu trữ ngày 24 tháng 2 năm 2020 tại Wayback Machine
- Thông tin loài Turquoise-browed motmot tại Neotropical Birds (Phòng thí nghiệm Điểu học Cornell)
- Bản đồ phạm vi tương tác của Eumomota superciliosa tại Bản đồ sách đỏ của IUCN